# Глендайв
Гле́ндайв (англ. Glendive) — город в штате Монтана (США), административный центр округа Досон.

## География
Глендайв расположен в восточной части штата, находится между рекой Йеллоустон и обширными бедлендами, в связи с чем девизом города является «Хорошие люди, окружённые плохими землями». Название города образовано от ирландских слов gleann и dubh, что означает Чёрная долина. Через Глендайв проходит шоссе I-94.
Площадь Глендайва составляет 8,68 км², открытых водных пространств практически нет. К западу от города, за рекой, находится статистически обособленная местность Уэст-Глендайв, имеющая примерно такую же площадь, что и сам Глендайв, и в два с половиной раза меньшее население. Глендайв и Уэст-Глендайв обслуживает аэропорт англ. Dawson Community Airport.
Максимальная температура в городе была зарегистрирована в июле 1893 года и составила 48°С, минимальная — −46°С в феврале 1936 года.

## Климат
| Показатель                    | Янв.  | Фев.  | Март  | Апр.  | Май  | Июнь | Июль | Авг. | Сен. | Окт. | Нояб. | Дек.  | Год   |
| ----------------------------- | ----- | ----- | ----- | ----- | ---- | ---- | ---- | ---- | ---- | ---- | ----- | ----- | ----- |
| Абсолютный максимум, °C       | 17,7  | 22,7  | 29,4  | 34,4  | 40,0 | 43,3 | 47,2 | 45,0 | 41,1 | 35,0 | 26,6  | 22,2  | 47,2  |
| Средний суточный максимум, °C | −1,3  | 1,8   | 8,1   | 15,8  | 21,5 | 26,6 | 31,6 | 31,2 | 24,5 | 16,1 | 6,4   | −0,6  | 15,1  |
| Средняя температура, °C       | −7,5  | −4,6  | 1,2   | 8,2   | 14,0 | 19,2 | 23,3 | 22,6 | 16,1 | 8,7  | 0,3   | −6,5  | 7,9   |
| Средний суточный минимум, °C  | −13,7 | −11,2 | −5,5  | 0,7   | 6,6  | 11,9 | 15,1 | 14,0 | 7,6  | 1,2  | −5,7  | −12,4 | 0,7   |
| Абсолютный минимум, °C        | −44,4 | −45,5 | −34,4 | −21,1 | −8,8 | −1,6 | 2,7  | 0,0  | −10  | −25  | −32,7 | −41,1 | −45,5 |
| Норма осадков, мм             | 8     | 6     | 15    | 31    | 55   | 60   | 47   | 35   | 32   | 26   | 10    | 9     | 341   |
| Источник: NWS                 |       |       |       |       |      |      |      |      |      |      |       |       |       |

## История
Поселение Глендайв появилось в 1870-х годах. 5 июля 1881 года его связала с остальным миром железная дорога. 7 октября 1902 года Глендайв получил статус города.

## Достопримечательности
- Парк штата Макошика — примыкает к городу с юго-востока
- Музей Frontier Gateway[6]
- Два палеонтологических музея (включая частный Музей динозавров и ископаемых)[7][8]
- Мост Белл-Стрит — построен в 1894 году, уничтожен ледоходом спустя 5 лет, заново отстроен в 1926 году[9]
- Художественная галерея[10]
- Галерея бронзовых фигур[11]
- Каждый август в городе проходит окружная ярмарка[12]

## Демография
Расовый состав
- белые — 94,4 %
- коренные американцы — 2,4 %
- афроамериканцы — 0,5 %
- азиаты — 0,4 %
- уроженцы Гавайев и тихоокеанских островов — 0,1 %
- прочие расы — 0,4 %
- смешанные расы — 1,8 %
- латиноамериканцы (любой расы) — 2,4 %

Происхождение предков
- немцы — 35 %
- норвежцы — 16 %
- ирландцы — 10 %
- англичане, включая шотландцев — 9 %
- французы, поляки, голландцы — по 3 %
- русские, итальянцы, шведы — по 2 %[16]